# Min Zhiting
Min Zhiting (chiń. 閔智亭; ur. 5 maja 1924 w Nanzhao w prow. Henan, zm. 3 stycznia 2004 w Pekinie) – chiński działacz religijny, lider taoistów.
Mnichem taoistycznym został w 1941 roku. Od 1997 roku był przewodniczącym Chińskiego Towarzystwa Taoistycznego, organizacji religijnej znajdującej się pod kontrolą państwa (oficjalnego taoistycznego związku wyznaniowego w ChRL); funkcję objął po śmierci poprzedniego przewodniczącego, Fu Yuantiana. Był członkiem Stałego Komitetu Ludowej Politycznej Konferencji Konsultatywnej Chin IX i X kadencji.